# Mimosestes mimosae
Mimosestes mimosae är en skalbaggsart som först beskrevs av Fabricius 1781.  Mimosestes mimosae ingår i släktet Mimosestes och familjen bladbaggar. Arten har ej påträffats i Sverige. Inga underarter finns listade i Catalogue of Life.